# 雲紋鬍鯰
雲紋鬍鯰，為輻鰭魚綱鯰形目塘虱魚科的其中一種，分布於亞洲斯里蘭卡淡水流域，棲息在底層水域。

## 扩展阅读
維基物種上的相關：雲紋鬍鯰